# Resul Pookutty
Resul Pookutty est un mixeur et designer sonore indien, né le 30 mai 1971 à Vilakkupara (en), dans l'État du Kerala (Inde).

## Biographie
Resul Pookutty, après avoir commencé des études de droit, entre au Film and Television Institute of India,,.

## Filmographie sélective
- 2001 : Everybody Says I'm Fine! (en) de Rahul Bose
- 2005 : Black de Sanjay Leela Bhansali
- 2008 : Slumdog Millionaire de Danny Boyle
- 2014 : PK de Rajkumar Hirani
- 2015 : India's Daughter de Leslee Udwin

## Distinctions

### Récompenses
- Oscars 2009 : Oscar du meilleur mixage de son pour Slumdog Millionaire
- BAFTA 2009 : British Academy Film Award du meilleur son pour Slumdog Millionaire